# Aviakit Flight-Concept
Aviakit Flight-Concept ist ein Flugzeugbauer mit Sitz im französischen Troyes in der Champagne.

## Geschichte
Aviakit Flight Concept ist im Juni 2004 aus der Firma Aviakit (1997 bis 2004) und der Firma pjb-aérocomposite hervorgegangen und wurde von Achim Geohrke als Geschäftsführer mit Unterstützung von Roland Prevot gegründet. Aviakit war der Hersteller der Flugzeuge Helios und Hermes, des Vorläufers der Vega.

## Gegenwart
Aviakit Flight Concept ist Hersteller der Flugzeugmodelle Spectra, FunTwin sowie der Vega, eines Ultraleichtflugzeugs aus Kohlenstofffaserverstärktem Kunststoff, das auch unbemannt als Drohne zu Aufklärungszwecken eingesetzt wird. Mit einer Zuladung von 220 kg (als Drohne 170 kg) ist sie auch für weitere militärische Zwecke interessant. Bei der Drohne kommt der stärkere Rotax-Motor 914 zum Einsatz.
Für die schnelle Vega (siehe gesonderter Artikel) wurde die Grundform der Hermes übernommen, nicht aber die bislang verwendeten Materialien und Flächen. In modernster dreilagiger Sandwichbauweise kommt nunmehr weitestgehend Karbon zum Einsatz, Stahl und Aluminium entsprechen den aeronautischen Normen für zertifizierte Flugzeuge. Die Steifigkeit von Zelle und Fläche wurde erheblich bei gleichzeitiger Gewichtsabnahme erhöht. Unter Verwendung neuartiger, kleinerer Tragflächen mit einer Spannweite von 9,35 m steigen erheblich Maximalgeschwindigkeit und Agilität.
Hermes ist ein Ultraleichtflugzeug. Die Hermes ist 1996 aus der Helios entstanden, einem der ersten zweisitzigen Hochdecker in Gemischtbauweise (Holz, Stahl, Alu) und mit hohem Kompositanteil. Konstrukteur der Helios und der Hermes ist Roland Prevot, der schon mehrere Leichtflugzeuge konstruiert hat. Die Hermes ist ein zweisitziger Tiefdecker mit großen Tragflächen (14,95 m²) in reiner Kompositbauweise mit geringem Gewicht und französischer Zulassung als Ultraleichtflugzeug. Aufgrund der großen Flächen erreicht sie eine Maximalgeschwindigkeit von 160 km/h. Sie gilt als Vorläufer der schnellen Vega, die von Aviakit Flight-Concept auch als Drohne hergestellt wird. Reparaturen und Wartung von Hermes und Helios wurden von Aviakit Flight Concept übernommen.

## Drohnen
Die Weiterentwicklung und Lieferung einer Drohne für den Einsatz in Russland ist bislang an den notwendigen Anforderungen für Temperaturen bei −20 °C und dem finanziellen Budget für die technische Ausstattung wie mit dem EuroFlir 350 des französischen Unternehmens SAGEM gescheitert.
Hermes-450 ist auch eine israelische Drohne.
Nicht zu verwechseln ist die Vega mit der Mini-Drohne der Firma PNJ.